# Феррейра, Жозе Леандро
Жозе́ Леа́ндро де Со́уза Ферре́йра (порт. José Leandro de Souza Ferreira; 17 марта 1959, Кабу-Фриу) — бразильский футболист, защитник. Считается лучшим правым защитником в истории клуба «Фламенго», за который провёл всю свою карьеру.

## Карьера
Леандро начал карьеру в возрасте 14-ти лет, когда прошёл просмотр в молодёжной команде клуба «Фламенго». 22 марта 1978 года Леандро дебютировал в основном составе клуба в матче с командой «Америка», который завершился со счётом 1:1. За первый год в команде, Леандро провёл 20 игр, конкурируя за место в стартовом составе с Тониньо Байано. В 1980 году Байано выиграл у Леандро конкуренцию за место в составе, в результате чего Жозе провёл в том сезоне лишь 12 игр; «Фламенго» стал в том сезоне чемпионом Бразилии. По окончании сезона Байано покинул ряды «Фла», что дало шанс Леандро стать игроком основы клуба.
1981 год стал для Леандро и его клуба весьма удачным: «Фла», ведомый талантливым полузащитником Зико, выиграл чемпионат Рио-де-Жанейро, Кубок Либертадорес и Межконтинентальный кубок, а Леандро провёл 56 матчей и забил 2 гола. В последующие два сезона «Фламенго» оба раза выигрывал чемпионат Бразилии, а Жозе провёл на поле ровно 100 игр. В это время Леандро вызывался в национальную сборную, был в её составе на ЧМ-1982; всего за пять лет игр в сборной выходил на поле 27 раз, забил 2 гола.
В 24 года у Леандро развился очень сильный артроз, но он не помешал защитнику быть игроком основы «Фламенго», который выиграл в 1986 году чемпионат штата, а год спустя чемпионат Бразилии. В том же 1987 году Леандро, который уже не мог играть на фланге обороны так, как прежде, был переведён в центр защиты, на позицию, где не требовалось постоянно ходить в атаку. Леандро провёл в большом футболе ещё три сезона, после чего принял решение завершить карьеру. Свой прощальный матч он сыграл 10 сентября 1990 года против сборной клубов штата Рио-де-Жанейро. Всего за «Фла» Леандро провёл 417 матчей и забил 14 голов, из них 115 матчей и 5 голов в чемпионате Бразилии и 8 матчей в Кубке Бразилии.
С 1997 год по 1999 год Леандро работал с юношеским составом «Фламенго», затем работал координатором в клубе «Кабофриензе».
Сейчас Леандро является владельцем паба в родном городе Кабу-Фриу.

## Достижения
Командные
- Чемпион штата Рио-де-Жанейро: 1978, 1979, 1979 (специальный), 1981, 1986
- Чемпион Бразилии: 1980, 1982, 1983, 1987
- Обладатель Кубка Либертадорес: 1981
- Обладатель Межконтинентального кубка: 1976
- Обладатель Кубка Бразилии: 1990

Личные
- Обладатель «Серебряного мяча» Бразилии: 1982, 1985